# Schloss Monbazillac

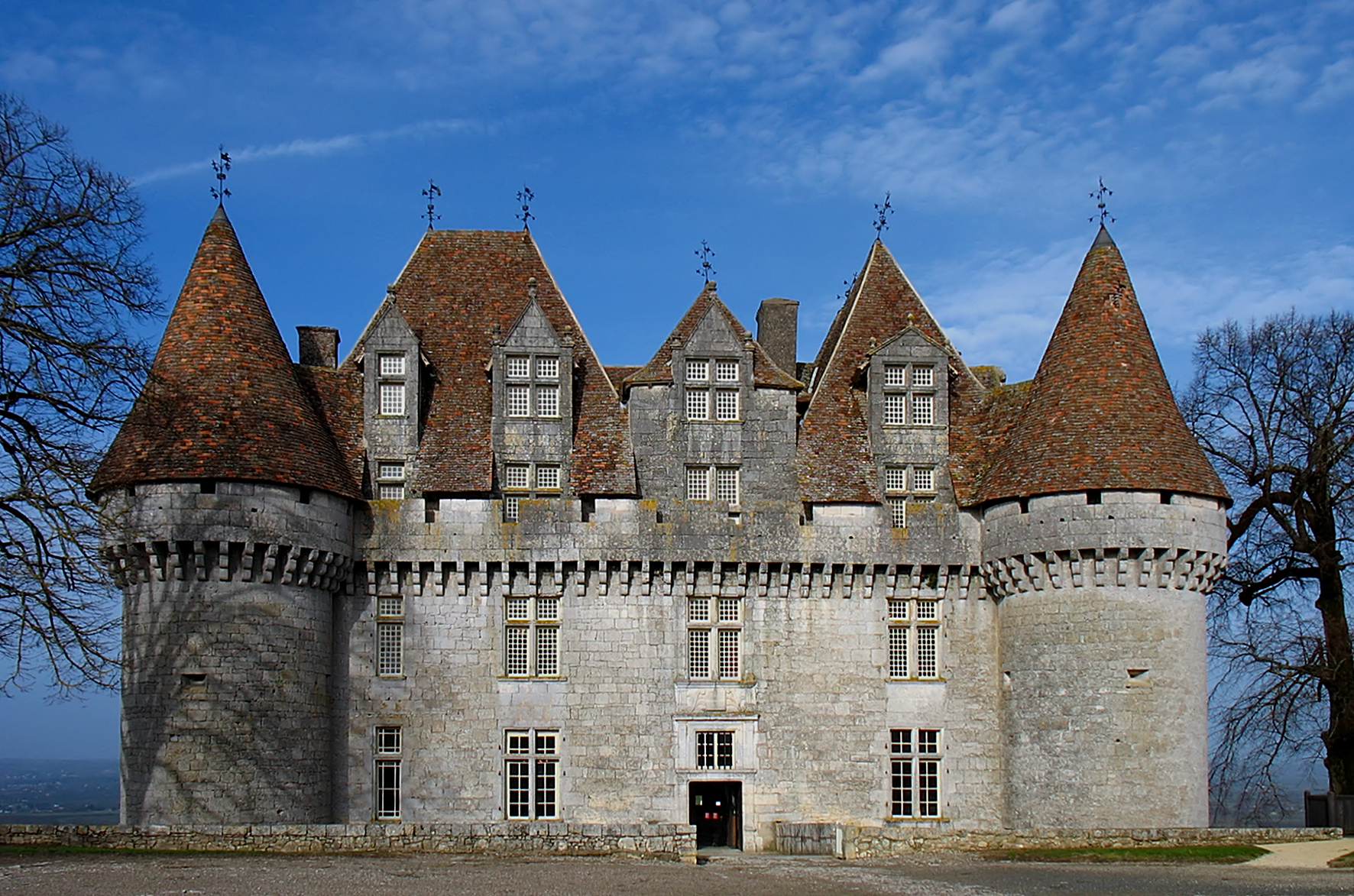
Schloss Monbazillac

Schloss Monbazillac liegt zentral im Weinbaugebiet nahe der Ortschaft Monbazillac, sieben Kilometer südlich von Bergerac im Département Dordogne des französischen Périgord.
Das um 1550 von Francois d’Aydie und seiner Frau Francoise de Salignac begonnene und schließlich von Charles d’Aydie und Jeanne de Bourdeille vollendete Schloss Monbazillac ist seit 1960 im Besitz der Winzer-Genossenschaft von Monbazillac und liegt mit seinem vier Hektar großen Park mitten in den Weinbergen. Es überstand weitgehend unversehrt sowohl die Religionskriege als auch die Zeit der Fronde. Der Schlossgraben, die massiven Türme und der um das ganze Schloss führende Wehrgang mit Pechnasen und Schießscharten geben dem Bauwerk einen mittelalterlichen Charakter. Jedoch weisen die großen Fenster und das repräsentative Treppenhaus im Stil der Renaissance auf die in die Entstehungszeit fallende Epochenwende hin.
Im Grande Salle des Schlosses befinden sich ein monumentaler Renaissance-Kamin sowie Einrichtungsgegenstände und Tapisserien aus dem 17. Jahrhundert. Im ersten Obergeschoss liegt das im Louis-treize-Stil eingerichtete Schlafzimmer der Vicomtesse de Monbazillac. In mehreren im Schloss untergebrachten Museen wird Anschauungsmaterial ausgestellt: Möbel aus dem Périgord, Siegel und alte Landkarten, Medaillen, Zeichnungen eines Karikaturisten der Belle Époque sowie eine historische Darstellung des Protestantismus in Bergerac (Monbazillac unterstützte wie Bergerac aktiv die Reformation).
Im Kellergewölbe gibt es ein Weinmuseum mit Gerätschaften zu Weinerzeugung und einer Sammlung von Flaschen aus dem 18. und 19. Jahrhundert. Der Weinberg, der den berühmtesten Wein der Region liefert, hat eine Größe von rund 3000 Hektar und wurde von Mönchen im 11. Jahrhundert angelegt. Im 17. Jahrhundert profitierte das Weingut von dem stark zunehmenden Export nach Holland. Was die schon im Mittelalter überaus große Bekanntheit des winzigen Ortes Monbazillac und seines Weines angeht, so bemühen die meisten Reiseführer eine Anekdote vom päpstlichen Hof in Avignon. Eine Gesandtschaft des damals bedeutenden Bergerac wurde beim Papst mit einer Petition vorstellig. Als der Heilige Vater mit dem Namen der Stadt nichts anfangen konnte, erklärte ihm ein Vertrauter, dass Bergerac bei Monbazillac liege. Dieser Name war dem Papst als Weinkenner sofort ein Begriff.